# Emma Adbåge
Emma Adbåge (Linköping, 7 dicembre 1982) è una scrittrice e illustratrice svedese di libri per ragazzi.

## Biografia
Nata nel 1982 a Linköping, è cresciuta a Sya, nel comune di Mjölby.
Sorella gemella dell'illustratrice Lisen Adbåge, insieme a lei ha compiuto gli studi d'illustrazione alla scuola di fumetti di Hofors.
Apprezzata illustratrice di libri per l'infanzia, con il romanzo La buca ha vinto un Premio August e un Premio Andersen.

## Opere principali
- Mimsan och mormorn (2001)
- Hämta Joel (2004)
- Femtikronorskrämen (2006)
- Jag var superhjälte, säger vi! (2008)
- Vi hittar Smulbert (2009)
- Fylla år (2009)
- Leni är ett sockerhjärta (2010)
- Sven sticker (2010)
- Leni blir en bebis (2011)
- Jag är jag (2011)
- Nu är det sent! (2015)
- Dumma teckning! (2017)
- La buca (Gropen, 2018), Monselice, Camelozampa, 2020 traduzione di Samanta K. Milton Knowles ISBN 978-88-99842-78-9.
- Il regalo (Slottet, 2019), Roma, Beisler, 2020 traduzione di Samanta K. Milton Knowles ISBN 978-88-7459-071-1.

## Premi e riconoscimenti
- Elsa Beskow-plaketten: 2013 con Lenis Olle[8]
- Premio August: 2018 vincitrice nella categoria "Miglior libro per ragazzi" con La buca
- Premio Andersen: 2020 vincitrice nella categoria "Miglior libro 6/9 anni" con La buca